# Bir
În Evul Mediu, birul (din limba maghiară bér) darea sau dajdia a fost impozitul perceput țăranilor și meșteșugarilor de către domnitorii din Țara Românească și din Moldova. Persoana care plătea bir se numea birnic. Cei care strângeau birul se numeau zlotași sau zapcii.
Birul a fost sursa cea mai însemnată de venit a Țărilor Române feudale și una dintre cele mai crâncene metode de exploatare a maselor. După dominația Țărilor Române de către Imperiul otoman a fost perceput sub titluri diferite la intervale scurte și a fost mijlocul principal de plată a îndatoririlor impuse Țărilor Române de către Înalta Poartă.
Beneficiarii birurilor au fost domnitorii, marii boieri și, din secolul al XVII-lea, Poarta Otomană. Boierii plăteau și ei dări, dar averea lor era enormă pe lângă veniturile țăranilor și se baza tot pe munca acestora și/sau pe dregătorie. Birul era unicul impozit colectat exclusiv de către agenții domnitorului, celelalte fiind încredințate boierilor și negustorilor avuți.

## Istorie
Birul apare în documentele interne la începutul secolul al XV-lea. În această perioadă, marea majoritate a dărilor se plătea în natură.
Valoarea birului, numit  și bir de haraci, a crescut mult în a doua jumătate a secolului al XVI-lea, odată cu creșterea exploatării otomane, când locuitorii din Țara Românească au plătit anual 60 de aspri. La sfârșitul aceluiași secol, birul s-a ridicat la 4,5 galbeni pe locuitor (valoarea a 20 de oi). Pe lângă celelalte obligații față de stăpânirea feudală, birul a fost un motiv pentru ruinarea gospodăriilor și transformarea unor așezări în sate de rumâni sau de vecini.
Iliaș Rareș (fl. 1546 - 1551) a poruncit ca toți boierii și clerul să plătescă birul cel mare, la fel și Mihnea Turcitul (fl. 1577-83 și 1585-91) a impus să plătească birul pe cei din clasele privilegiate, pentru nevoia și greutatea Țării Românești pe care o are de la turci.
Impunerea birnicilor s-a realizat după așa zisa putere de către dregători care erau numiți răbojari, crestători sau perepisnici. În secolele XV-XVI evidența plăților s-a făcut prin crestarea pe răboj. Pe lângă răbojari, mai existau organe de percepere, așa-numiții birari sau dăbilari (în Moldova) și, din sec. XVI, organe de constrângere, alcătuite din diverse categorii de dregători (armași, aprozi, slujitori etc.), care sileau pe locuitori la plata dărilor, utilizând la nevoie forța și bătaia. Fiecare astfel de mare dregător primea de la domnitor un județ pentru strânsul unei dări, primind în schimb o zeciuială din sumele colectate. Astfel cisla reprezenta cota parte din bir ce revenea fiecărui județ, categorie fiscală, sat și fiecărui locuitor în parte.
Principiul răspunderii solidare a fost introdus de domn pentru a sili toți birnicii dintr-un sat să plătească birul, sistem care a fost păstrat până la mijlocul secolului al XVIII-lea. Din a doua jumătate a secolului XVI erau obligați să plătească birurile celor fugiți rudele acestora, vecinii, satele apropiate sau chiar proprietarii feudali. Această formă de plată s-a numit năpastă.
În secolul al XVII-lea birul a avut diferite denumiri în funcție de categoria celor care îl plăteau. Astfel a existat birul roșilor, curtenia sau rușala, plătit de roșii sau curteni până la 30-40 de galbeni anual. Un alt bir, birul călărășeșc, era plătit de călărași până la 11 galbeni anual. Alte biruri: birul slujitoresc (plătit de slujitorii domnești), birul moldovenesc (plătit de către moldovenii trecuți în Țara Românească), birul popilor etc. Toate aceste sume de bani care ajungeau la Istanbul au dus la decăderea oastei de țară în secolul al XVII-lea.
Pe lângă birul de haraci (tributul adus Porții Otomane), a existat și birul datoriilor (pentru plata datoriilor făcute de domni la Constantinopol mai ales la mezatul pentru ocuparea tronului), birul oștii (plata pentru armata otomană), birul zaherelii (pentru aprovizionarea cu grâne a armatei otomane aflate în campanie), birul șeicilor (pentru construirea de corăbii destinate flotei otomane), birul salahorilor (pentru plata lucrătorilor angajați de turci pentru a repara cetăți și poduri), birul viilor. Unele denumiri înlocuiau cuvântul bir cu bani - ca de exemplu banii fânului, banii poștei etc.
Cuantumul anual al birului, potrivit cercetătorului D. Mioc, a crescut în timpul domniei lui Matei Basarab (1632-1654) la o medie de 1.682 bani de gospodărie (aprox. 8,5 galbeni) sau 200 de galbeni anual de sat (o sumă enormă în aceea perioadă).
Datorită cererilor din ce în ce mai mari ale Porții Otomane (haraciul), domnitorii români din secolul al XVII-lea au fost nevoiți să introducă noi taxe fiscale. Matei Basarab a stabilit un bir denumit taler, care a agravat situația birnicilor. El a întărit paza la hotare pentru ca locuitorii să nu fugă și i-a obligat pe curteni și pe roșii (ostași în roșu) să răspundă colectiv de paza țăranilor pentru ca aceștia să nu fugă de bir. În plus a hotărât că cei care nu-și plătesc birurile să fie numiți hicleni și pământurile erau confiscate.
În a doua parte a secolului al XVII-lea, Dumitrașcu Cantacuzino a înlocuit sistemul de impunere a cislei cu așa zisele hârtii care se dădeau pe fețele oamenilor (dări individuale). Pe aceste hârtii se treceau numele locuitorilor, porecla (nu exista nume de familie), satul și suma datorată visteriei. Locuitorii aveau obligația să poarte aceste hârtii cu ei pentru a putea fi oricând controlați dacă și-au plătit birul.
În momentul eliberării hârtiilor, domnitorii anunțau o cotă mică de bir pe care o măreau ulterior. Așa a procedat și Gheorghe Duca care, potrivit lui Ioan Neculce, a scos hârtii de 6 sau 8 ughi [...] și după ce s-au dat tabelele la visterie au aruncat orânduielile pe hârtii de un galben câte 16 galbeni [...] În Țara Românească, hârtiile au fost numite peceți sau pecetluituri.
Conform unei însemnări din 1693, Iordache Ruset-Roznovanu a dat 70 orânduieli (dări) pe țară și a scos hârtia de 6 galbeni, fără ilișuri și fără sulgiu.
Zapcii au făcut numeroase abuzuri și au strâns averi mari. Fostul mitropolit Matei al Mirelor aflat în Țara Românească deplângea starea tristă a locuitorilor care erau jefuiți de zapcii.
A urmat secolul al XVIII-lea, o perioadă de asuprire fiscală a locuitorilor. În 1742, Mihai Racoviță, atunci domnitor în Țara Românească, a poruncit să se dea peceți pe chipuri unor locuitori din județul Argeș. De-a lungul secolului, capitalul s-a acumulat primitiv și s-a accentuat inegalitatea fiscală, locuitorii au fost împărțiți în birnici și bresle (clasă restrânsă de boieri, clerul, mazili, slujitori, negustori care erau privilegiați). Nicolae Mavrocordat a încercat fără succes revenirea la un sistem de plată a birului prin plata în sferturi ca să nu mai îmble orânduiali prin țară. Fiul său, Constantin Mavrocordat, a încercat să revină la măsura introdusă de Constantin Brâncoveanu de plată a dărilor în patru civerturi (sferturi) pe an în cisle drepte, pe capete și pe bucate. În același timp, a desființat sistemul răspunderii colective la plata dărilor.
În 1741, boierii și mănăstirile au fost scutiți temporar de bir, ceea ce a agravat starea țăranilor. Însă, în 1770, boierii se plângeau că domnii au păstrat doar denumirea de sferturi dar acestea s-au înmulțit până la 20 pe an. În 1775, Alexandru Ipsilanti a stabilit iarăși o dare fixă, birul în patru sămi sau sferturi. Totuși în 1783 numărul sferturilor a urcat la 6 pe an.
Din 1783, impunerea birului pe cap de familie a fost înlocuită cu unitatea fiscală denumită lude compusă dintr-un număr variabil de birnici, după avere și regiunea, ceea ce a reintrodus răspunderea colectivă, menită să îngrădească fuga contribuabililor. Din 1804, fiecare lude plătea la o dimnie 12 taleri, adică 72 taleri pe an; în 1815 birul a ajuns la 278 de taleri anual. La sfârșitul domniei, Ioan Caragea a dat o nouă legiuire prin care satele de la câmpie au plătit mai multe dări decât cele de la munte, iar locuitorii erau împărțiți în fruntași, mijlocași și codași, iar ludele conțineau un număr variabil din aceste categorii. Ioan Caragea a mărit dările țăranilor care aveau pământ și a pus biruri noi, cum ar fi birul femeilor rele (de moravuri ușoare).
Birurile mari din secolul al XVIII-lea și primele decenii din secolul al XIX-lea au provocat numeroase abuzuri. Fuga de bir a devenit principala formă de luptă a țăranilor contra fiscalității excesive. Au avut loc și răscoale, ca de exemplu răscoala din 1671-1672 a lui Mihalcea Hîncu și a lui Durac în timpul lui Gheorghe Duca.
Birul a fost înlocuit după 1829, Regulamentul organic a înlocuit toate dările birnicilor cu capitația (30 de lei pe cap
de familie) și cu patenta plătită (pentru negustori și meseriași).

## Vezi și
- Zeciuială
- Ruptaș
- Haraci
- Mucarer
- Jizia